# أوسكار هانسون
أوسكار هانسون هو لاعب هوكي الجليد كندي، ولد في 27 ديسمبر 1909، وتوفي في 17 فبراير 1998.

## وصلات خارجية
- أوسكار هانسون على موقع دوري الهوكي الوطني (الإنجليزية)
- أوسكار هانسون على موقع قاعة مشاهير الهوكي (لاعب أن.إتش.أل) (الإنجليزية)
- أوسكار هانسون على موقع EliteProspects.com (الإنجليزية)
- أوسكار هانسون على موقع HockeyDB.com (الإنجليزية)
- أوسكار هانسون على موقع Hockey-Reference.com (الإنجليزية)